# Dwight Pezzarossi
Dwight Anthony Pezzarossi García est un footballeur guatémaltèque né le 4 septembre 1979 à Guatemala City.

## Carrière
- 1996-2000 : Comunicaciones  Guatemala
- 2000-2001 : Argentinos Juniors  Argentine
- 2001 : Palestino  Chili
- 2002-2003 : Racing de Ferrol  Espagne
- 2002 : Santiago Wanderers  Chili
- 2003-2004 : Comunicaciones  Guatemala
- 2003-2004 : Bolton Wanderers  Angleterre
- 2004-2006 : Comunicaciones  Guatemala
- 2005-2006 : Racing de Ferrol  Espagne
- 2006-2007 : CD Numancia  Espagne
- 2006-2008 : Deportivo Marquense  Guatemala
- 2008-2011 : Comunicaciones  Guatemala
- 2011-2012 : Deportes La Serena  Chili
- Depuis 2012 : Comunicaciones  Guatemala

## Sélections
- 71 sélections et 15 buts avec le  Guatemala depuis 2000.